# Uralski Awtomobilny Sawod
Das Uralski Awtomobilny Sawod (russisch Ура́льский автомоби́льный заво́д (УралАЗ), übersetzt ins Deutsche Uraler Automobilwerk), kurz auch UralAZ, ist einer der größten Hersteller von schweren Nutzfahrzeugen in Russland. Das Werk wurde 1941 gegründet, als die ZIS-Werke kriegsbedingt aus Moskau in den Ural verlagert wurden. Von 2005 bis Ende der 2010er-Jahre gehörte das Unternehmen zur GAZ-Gruppe und wurde anschließend verkauft. Heute firmiert das Werk als Awtomobilny Sawod „URAL“.

## Geschichte

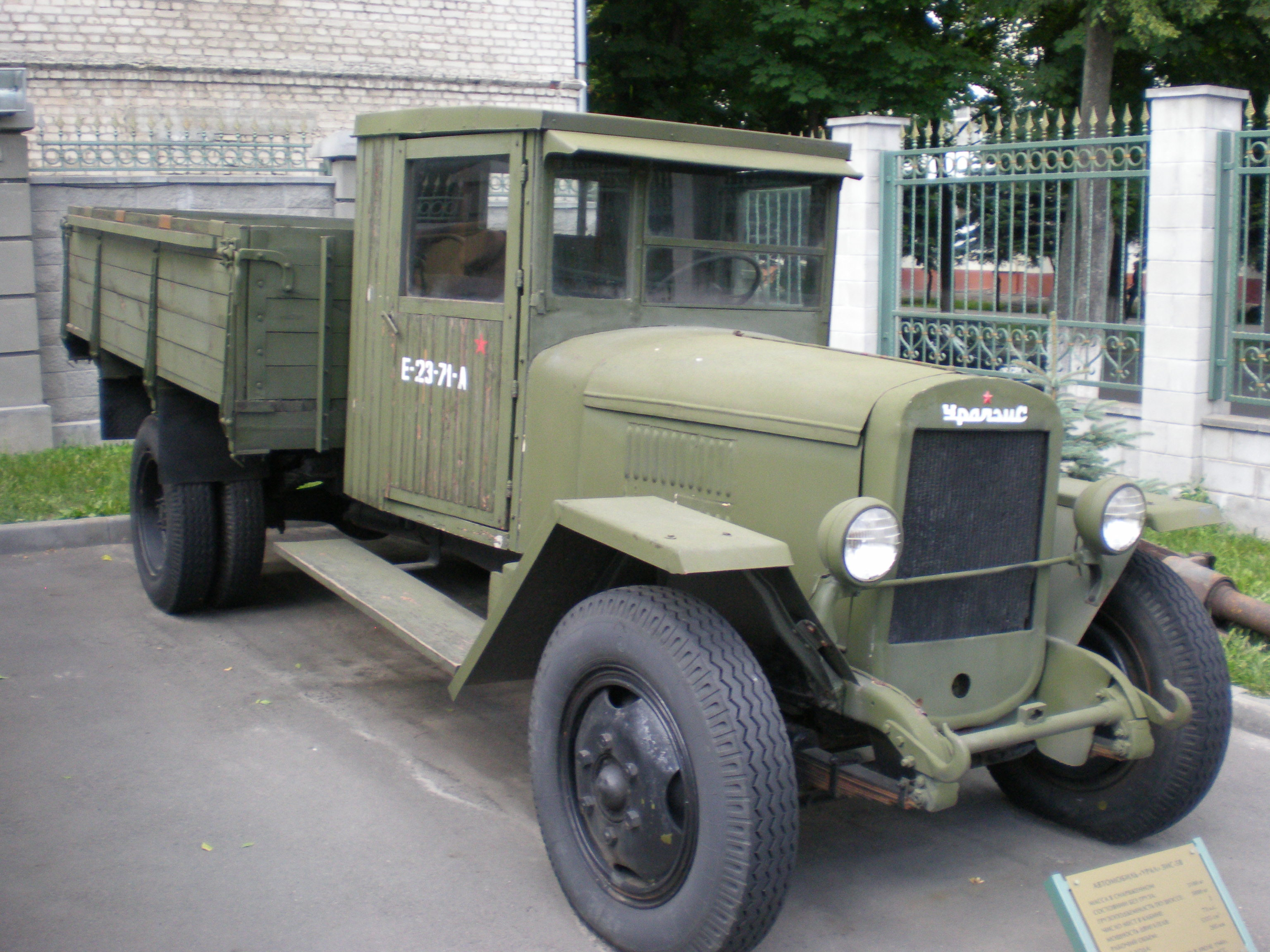
UralZIS-5 aus der Produktion des Werkes, noch mit eckigen Kotflügeln und Holzkabine (2008)

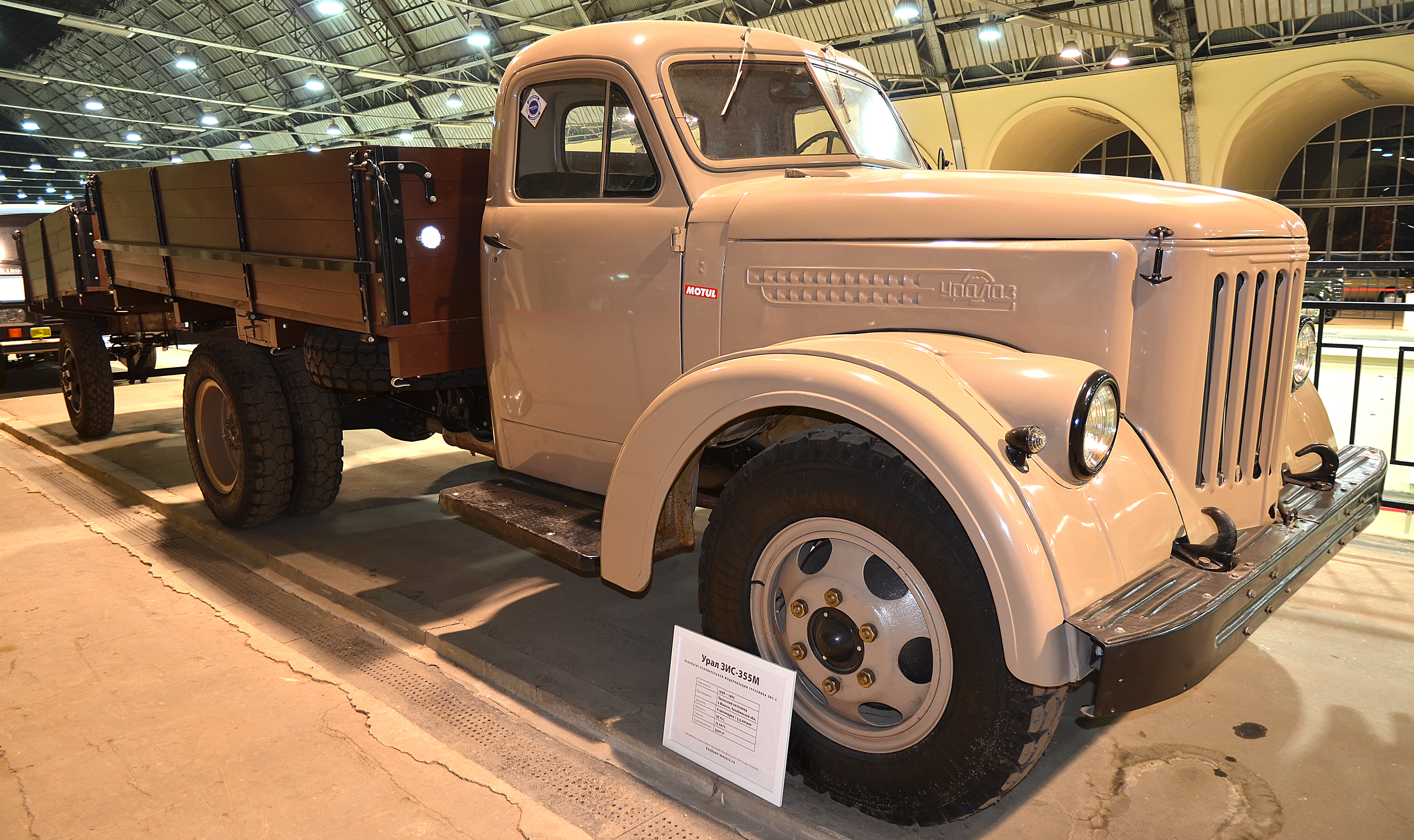
UralZIS-355M in einem Museum (2014)

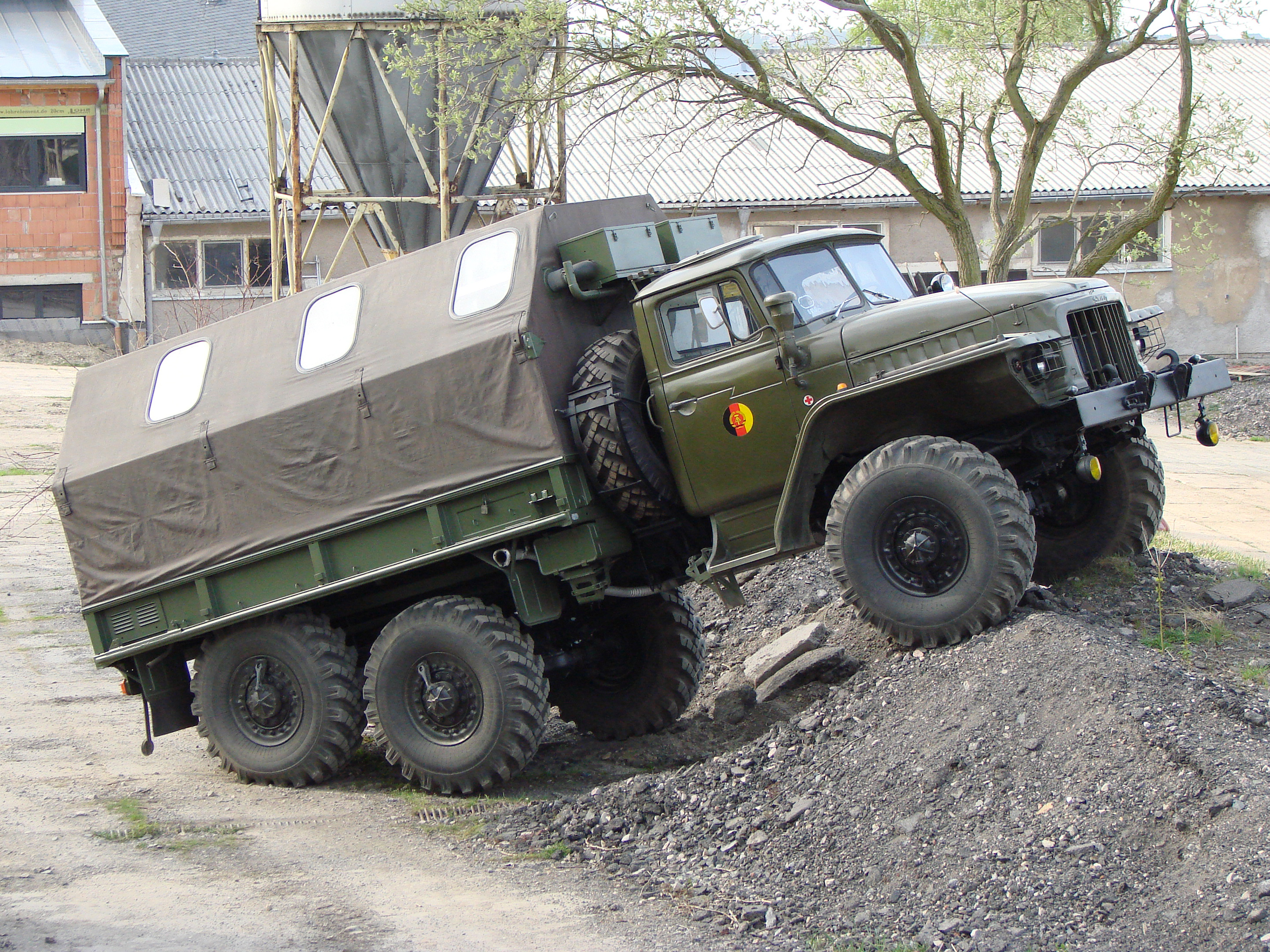
Ein Ural-375D im Gelände (2009)

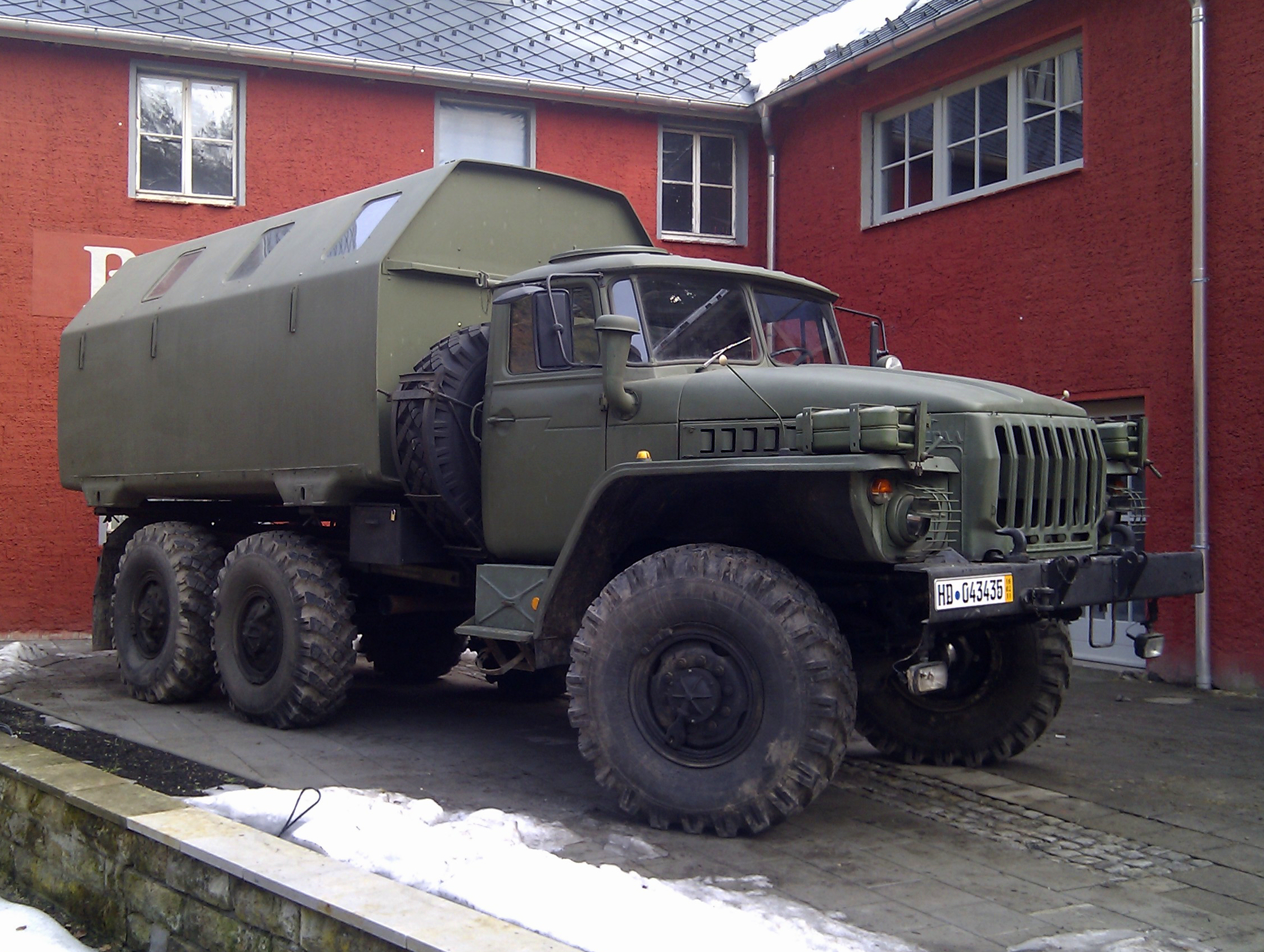
Ural-4320 in Deutschland (2011)

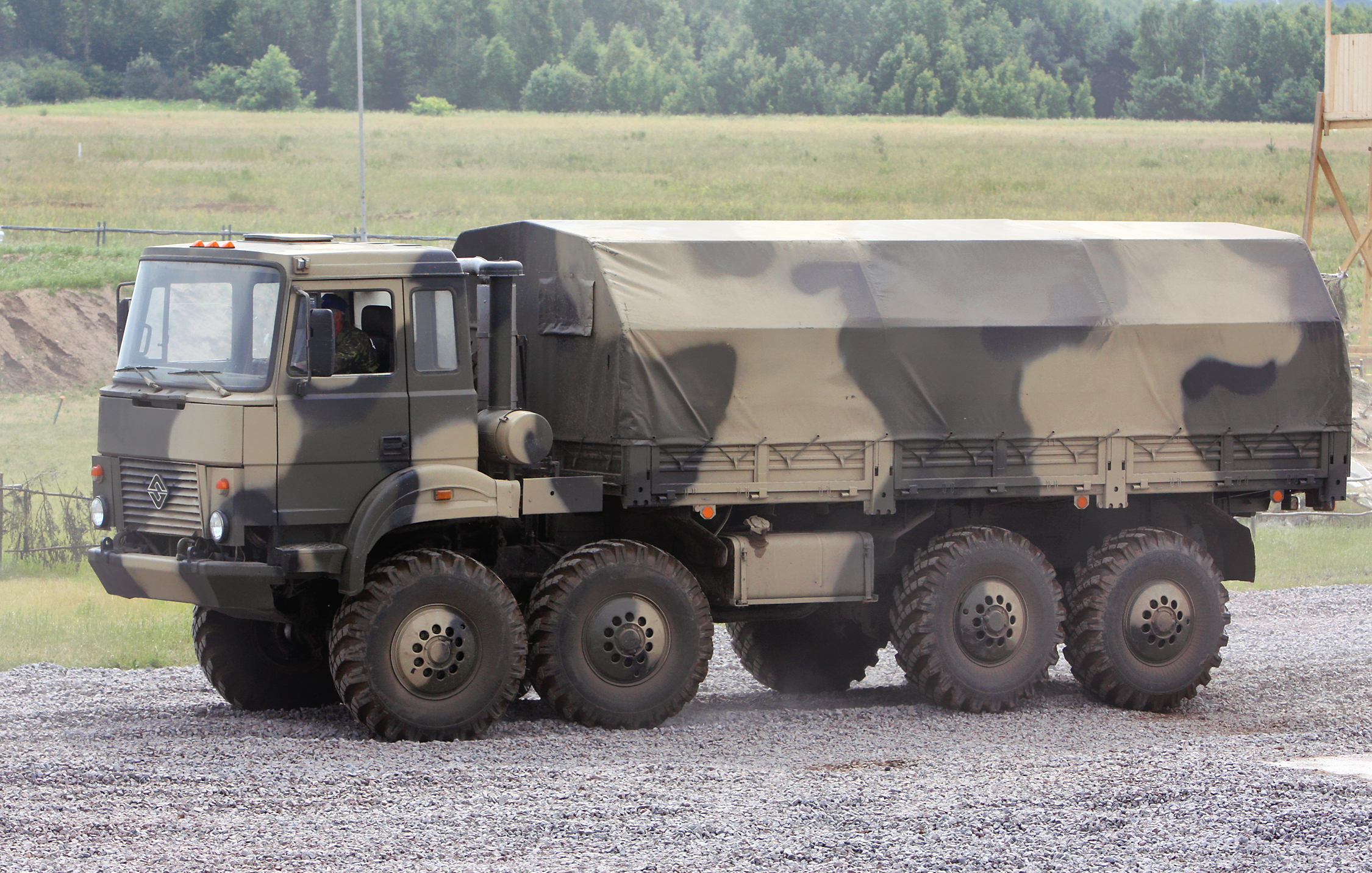
Ural-5323 mit Standardaufbau im Dienste des Militärs (2010)

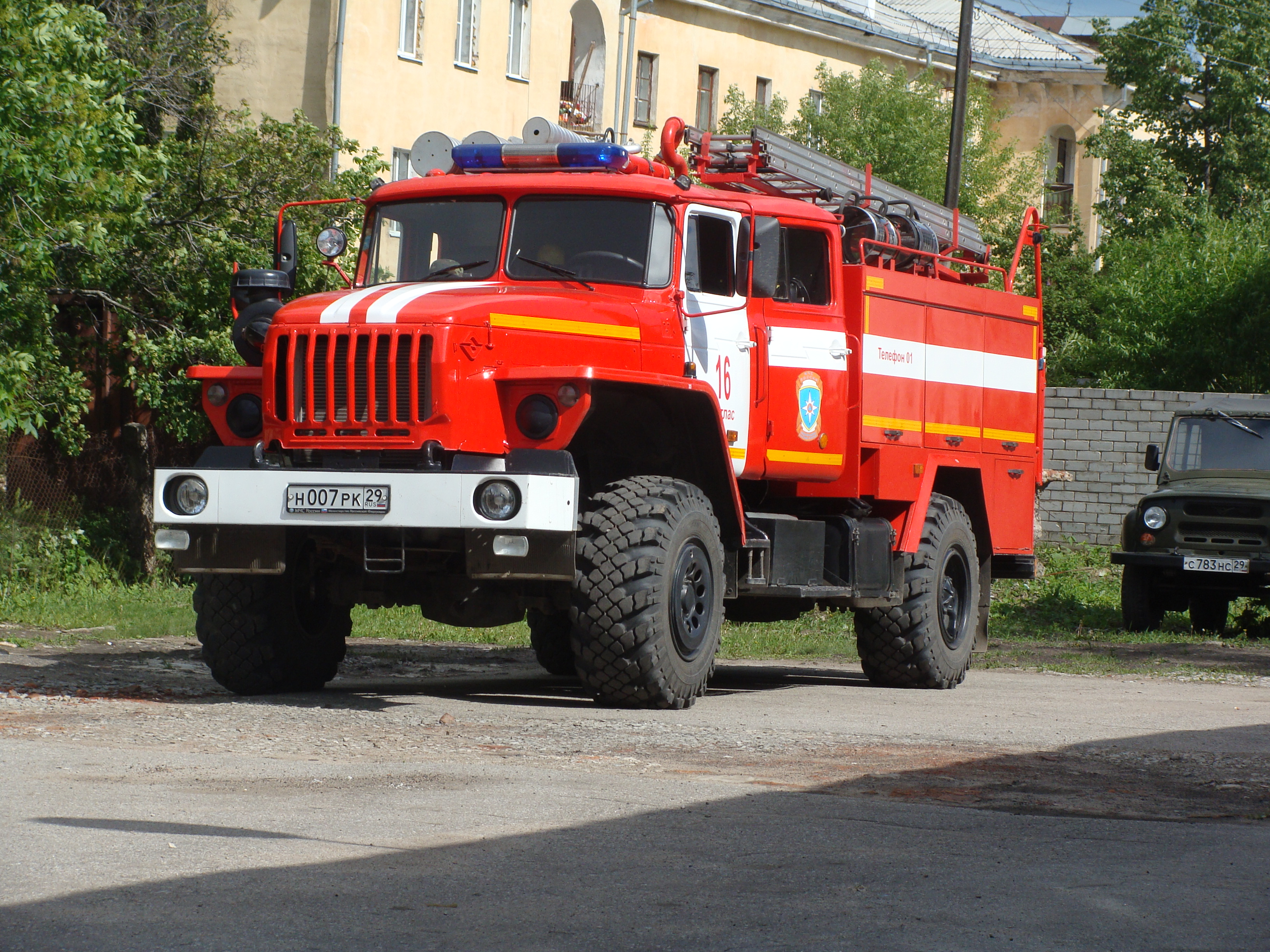
Löschfahrzeug AZ-3.0-40 auf Basis eines Ural-43206 (2012)

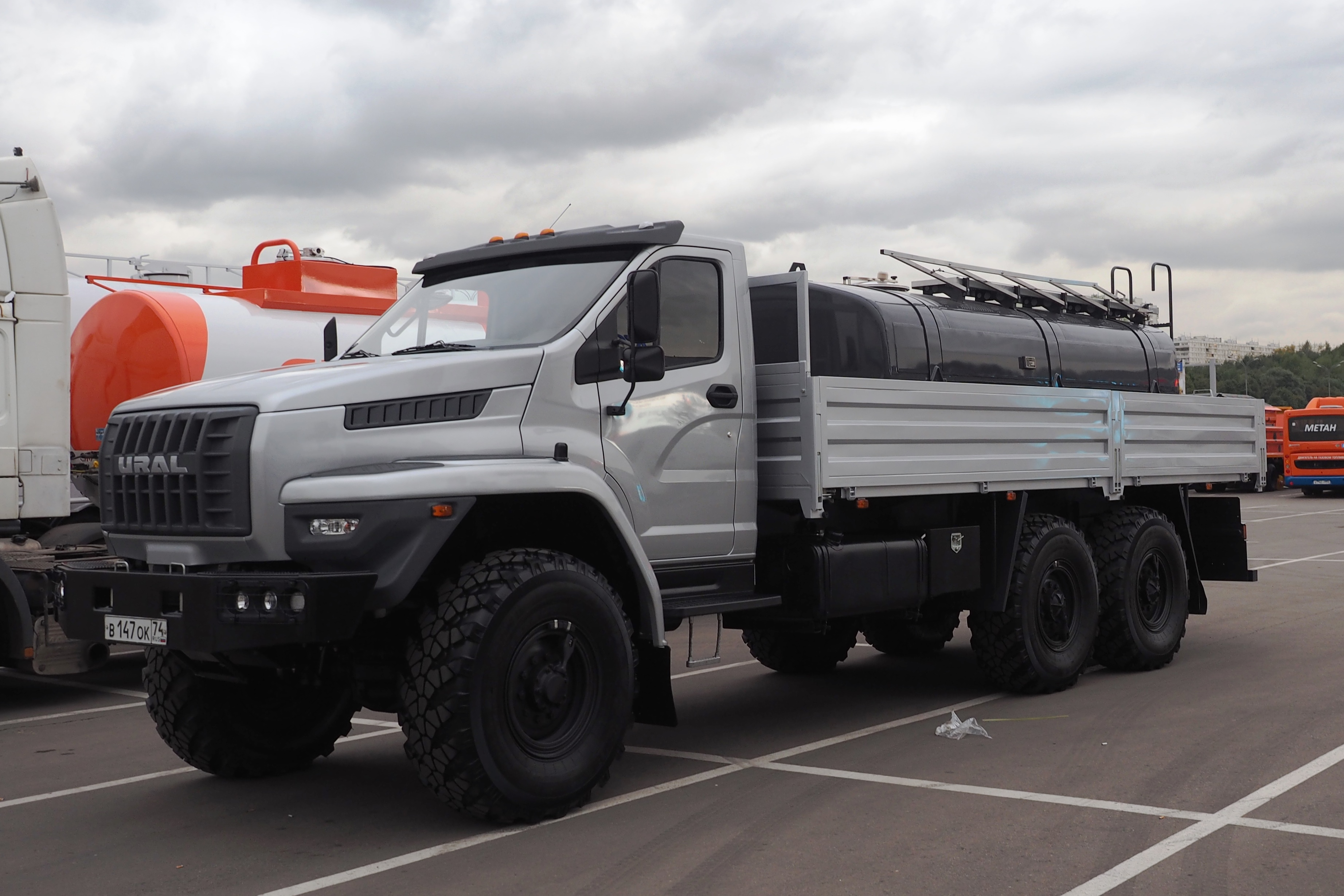
URAL NEXT auf einer Messe in Russland (2015)

### Die Zeit des Zweiten Weltkriegs
Die Entstehung des Uralski Awtomobilny Sawods geht zurück auf einen Beschluss des Staatlichen Verteidigungskomitees der UdSSR. Dieses ordnete am 30. November 1941 die Verlagerung von Teilen der ZIS-Werke in den Ural an, um sie vor den Geschehnissen des Zweiten Weltkrieges zu schützen. Die deutschen Truppen drohten zu diesem Zeitpunkt in der Schlacht um Moskau wichtige Industriebetriebe zu zerstören. Um dies zu verhindern, wurde die Fertigung von Motoren und Getrieben in die Stadt Miass evakuiert.
Bereits im März 1942 konnte eine provisorische Fertigung im neuen Uralski Awtomobilny Sawod imeni Stalina (kurz UralZIS) aufgenommen werden. Im April wurden die ersten Motoren und Getriebe montiert. Teilweise wurden die Produktionsanlagen unter freiem Himmel wieder errichtet, während gleichzeitig um sie herum neue Hallen entstanden.
Da in der Sowjetunion insbesondere während des Kriegs dringend Lastwagen benötigt wurden, beschloss das Staatliche Verteidigungskomitee am 14. Februar 1943, die Anlage in Miass in ein Automobilwerk umzuwandeln. Gefertigt werden sollte der ZIS-5W, eine vereinfachte Version des ZIS-5, die auf den kriegsbedingten Mangel an Material abgestimmt war und seit 1941 auch im Stammwerk in Moskau bereits gefertigt wurde. Das erste Fahrzeug verließ die Fabrik am 8. Juli 1944 und erreichte die Front zwölf Tage später am 20. Juli des gleichen Jahres. Am 30. September lief der 1000. ZIS-5W von den Bändern, und bis zum Jahresende waren 6800 Stück produziert worden.

### Die sowjetische Zeit nach dem Krieg
Auch nach dem Krieg setzte das Werk die Produktion des ZIS-5W fort. Da diese Fahrzeuge bei UralZIS und nicht im Sawod imeni Stalina (ZIS) selbst gebaut wurden, erhielten sie ab 1947 die Bezeichnung „UralZIS-5“, der Buchstabe „W“ entfiel bei dieser Gelegenheit. Dies betraf jedoch logischerweise nur jene Exemplare, die tatsächlich bei UralZIS produziert wurden. Abgesehen vom Namen entsprach der Lkw dem Moskauer Vorbild bis zu diesem Zeitpunkt jedoch vollständig.
Ein Jahr später, 1948, wurde die Produktion im Stammwerk in Moskau eingestellt. Bei UralZIS dagegen wurde der Lkw auch weiterhin gefertigt. Bis 1955 wurde das Modell schrittweise überarbeitet und nahezu in den Zustand versetzt, wie es bei ZIS bereits vor dem Krieg von den Bändern gelaufen war. Es erhielt wieder runde Kotflügel, die zuvor in der Kriegsproduktion vereinfacht worden waren, außerdem wurden wieder zwei Scheinwerfer, ein festes Dach und Karosserieteile aus Stahlblech verbaut. 1950 wurden Kraftstofftank und Batterie versetzt, 1956 erhielt der Lastwagen einen modifizierten Motor mit nun 85 PS. In diesem Zuge wurde das Fahrzeug gemäß neuen Bestimmungen in „UralZIS-355“ umbenannt. Ein Jahr später erhielt der Motor eine weitere Leistungssteigerung auf 95 PS, der Lastwagen hieß nun „UralZIS-355W“. Daneben wurden auch Feuerwehrfahrzeuge mit Doppelkabine und Lastwagen mit Holzgasantrieb hergestellt. 1958 endete die Produktion, insgesamt wurden über 200.000 Lastwagen der Typen ZIS-5W, UralZIS-5 und UralZIS-355 in Miass gebaut.
Erst 1957 erfolgte eine grundlegende Überarbeitung der bisherigen Modelle, die alle stark auf der Konstruktion des ZIS-5 von 1933 aufbauten. Das modernisierte Fahrzeug, der UralZIS-355M, erhielt eine völlig neue Kabine, die Technik jedoch ähnelte noch der des Vorgängers. In der Fachliteratur wurde dem Lastwagen Überlegenheit gegenüber dem vergleichbaren ZIL-164 bescheinigt.
Während die Firmenbezeichnungen der meisten sowjetischen Hersteller bereits in den 1950er-Jahren entstalinisiert wurden, erfolgte die Umbenennung von „Uralski Awtomobilny Sawod imeni Stalina“ (UralZIS) in „Uralski Awtomobilny Sawod“ (UralAZ) erst 1962. Vom UralZIS-355M, beziehungsweise nach der Entstalinisierung „Ural-355M“, wurden bis 1965 etwas mehr als 192.000 Exemplare gebaut.
In den Jahren 1958 bis 1965 fand eine umfassende Modernisierung des Betriebs statt, in deren Folge ein relativ großer Mechanisierungs- und Automatisierungsgrad im Produktionsprozess erreicht wurde. So arbeiteten nach Abschluss der Maßnahmen 60 % des Maschinenparks in den Hauptabteilungen teil- bis vollautomatisch. Gleichzeitig kam es zur Umstellung der Produktion von zwei- auf dreiachsige Lkw:  
1961 verließ der erste Ural-375 das Werk. In Deutschland wurde vor allem die bei der NVA am weitesten verbreitete Version des Fahrzeugs, der Ural-375D, bekannt. Der schwere Lastwagen mit permanentem Allradantrieb, großer Einzelbereifung an allen Achsen und Ottomotor mit sieben Litern Hubraum wurde in diversen Armeen des ehemaligen Ostblocks eingesetzt, darunter auch in der NVA der DDR. Zur Einstellung der Produktion des Ural-355M im Jahre 1965 wurden die Produktionsanlagen des Werkes erneuert und bei laufendem Betrieb auf die Fertigung des Ural-375 umgestellt. Einige der ersten Fahrzeuge gingen an die Mongolei, gefolgt von Exporten in die Deutsche Demokratische Republik. 1973 erhielt der Lkw das Gütesiegel der UdSSR. 1976 wurde unter der Leitung des Werkes in Miass eine Produktionsgesellschaft gegründet, die verschiedene andere Unternehmen mit einschloss. Dies waren insbesondere Maschinenbauwerke, unter anderem in Tscheljabinsk.
1977 begann das Werk mit der Fertigung des Ural-4320. Er ähnelt dem Ural-375D, wird jedoch von einem Dieselmotor aus der Produktion des KAMAZ-Werkes angetrieben. Später kamen auch Motoren aus dem Jaroslawski Motorny Sawod zur Verwendung. Verschiedene andere Details wurden verändert, darunter die Kühlermaske, an der die beiden Lastwagen leicht zu unterschieden sind. Zu Beginn der 1980er-Jahre wurde damit begonnen, auf Basis des neuen Lkw auch Kipper zu fertigen. Diese erhielten die Bezeichnung Ural-5557.
Am 21. Februar 1986 wurde das 1.000.000. Fahrzeug der Firmenhistorie fertiggestellt, Ende der 1980er-Jahre begann die Entwicklung des schweren Vierachsers Ural-5323.

### Seit dem Zerfall der Sowjetunion
Mit dem Beginn des Zerfalls der Sowjetunion und der folgenden wirtschaftlich schweren Zeiten versuchte das Unternehmen, die Zusammenarbeit mit anderen Fahrzeugproduzenten zu stärken. Das bereits zu Sowjetzeiten begonnene Projekt um den Ural-5323 wurde zur Serienreife gebracht. 1994 gründete das UralAZ zusammen mit Iveco und Gazprom ein Joint Venture, um einen neuen Fertigungskomplex aufzubauen. Das Werk ist in der Lage, bis zu 3000 Lastwagen und 9000 Fahrerkabinen pro Jahr zu produzieren. Es wurde Wert darauf gelegt, die Fahrzeuge den schwierigen Einsatzbedingungen in Sibirien anzupassen. Aufgrund des Joint Ventures werden viele Lastwagen des Unternehmens mit Kabinen der Iveco-T-Reihe ausgestattet.
Zwei Jahre später begann 1996 die Serienfertigung des Ural-43206, der zweiachsigen Version des Ural-4320. 1997 gründete das UralAZ zusammen mit der Deutz AG ein weiteres Joint Venture zur Fertigung von Motoren. 1999 wurde eine für 2400 Tonnen Gussteile pro Jahr ausgelegte neue Gießerei in Betrieb genommen. Außerdem wurde im gleichen Jahr ein neues Werk eröffnet, das Kapazitäten zur Produktion von 1000 Lastwagen des Typs Ural-3255 bietet. Diese Fahrzeuge sind für die Personenbeförderung vorgesehen.
Im Jahr 2000 begann die Produktion des Ural-3255 zur Personenbeförderung, 2001 wurde das UralAZ in die Autoholding „RusPromAvto“ integriert und 2005 ein Teil der GAZ-Gruppe. 2011 wurde mit der Serienfertigung des schweren Ural-6370 begonnen.
Seit 2015 wird mit dem URAL NEXT ein Nachfolger für den Ural-4320 gefertigt. 2017 arbeiteten noch 4400 Menschen für das Werk. Ab Ende 2018 wurde das Unternehmen von der GAZ-Gruppe veräußert und ist mittlerweile selbstständig.

## Modelle
Die nachfolgenden Listen beschränken sich auf die wichtigsten Modelle des Werkes. Insbesondere wurden auch zu sowjetischer Zeit diverse Prototypen gebaut, die hier keine Berücksichtigung finden. Weitere Untervarianten eines Fahrzeugs sind gegebenenfalls im jeweiligen Artikel aufgeführt.

### Historische Fahrzeuge
- ZIS-5W – von 1944 bis 1947 gebaut, entsprach den Exemplaren aus Moskau
- UralZIS-5 – von 1947 bis 1955 gebaute Lastwagen mit geringfügigen Änderungen gegenüber dem ZIS-5W
- UralZIS-21A – ab 1946 gebaute Holzvergaserversion des UralZIS-5, gleichzeitig eine Kopie des ZIS-21 bzw. ZIS-21A
- UralZIS-355 – 1956 bis 1958 gebauter UralZIS-5 mit gesteigerter Motorleistung, es existieren verschiedene Versionen
- UralZIS-355M – von 1957/58 an bis 1965 gebauter zweiachsiger Lkw, modernisierte Version des UralZIS-355
- Ural-375 – schwerer dreiachsiger Lkw, gebaut von 1961 bis 1992 in verschiedenen Varianten, vorwiegend für militärische Zwecke konzipiert
- Ural-377 – auch zivil eingesetzte Version des Ural-375 ohne Allradantrieb und Reifendruckregelanlage, gebaut von 1965 bis 1983
- Ural-377S – Sattelzugmaschine auf Basis des Ural-377, gebaut von 1965 bis 1983

### Aktuelle Modelle
- Ural-3255 – Lkw mit Aufbau zur Personenbeförderung, auf verschiedenen Fahrgestellen realisiert
- Ural-4320 – seit 1977 in Serie gebauter Lastkraftwagen für militärische und zivile Anwendungen
- Ural-43206 – zweiachsige Variante des Ural-4320, seit 1996 in Serie gebaut
- Ural-4420 – Sattelzugmaschine auf Basis des Ural-4320
- Ural-5323 – schwerer geländegängiger Vierachser, seit 1991 gebaut
- Ural-5557 – Kipper auf Basis des Ural-4320, seit 1984 in der Serienproduktion
- Ural-5831 – Nachfolger des Ural-5557
- Ural-6370 – dreiachsiger geländegängiger Militärlastwagen in verschiedenen Ausführungen, seit 2011 in Serie
- Ural-63704 – Zugmaschine auf Basis des Ural-6370, seit 2011 gebaut
- URAL NEXT – Nachfolger des Ural-4320, seit 2015 gefertigt